# La Joie de vivre (Matisse)
Pour les articles homonymes, voir Joie de vivre.
La Joie de vivre ou Le Bonheur de vivre est un tableau d'Henri Matisse (Paris 1905-1906).

## Description
La toile a été exposée pour la première fois au Salon des Indépendants de 1906, où les couleurs au cadmium et les distorsions spatiales suscitent l'indignation. 
Dans ce tableau, des femmes et des hommes nus s'ébattent, jouent de la musique et dansent dans un paysage inondé de couleurs vives. À l'arrière-plan central de l'œuvre se trouve un groupe de personnages qui ressemble au sujet représenté dans son tableau La Danse (1909-10).
Cette toile montre une première rupture entre Matisse et les Fauves et préfigure, 20 ans avant leur systématisation, l'utilisation des gouaches découpées en simplifiant l'évocation des silhouettes, la construction géométrique de l'espace et les grands aplats de couleur qui délimitent la composition et allient légèreté et puissance. De nombreuses esquisses ont été produites par Matisse principalement pendant son séjour à Collioure.           
Cette huile sur toile de 174 × 238,1 cm est exposée à la fondation Barnes, près de Philadelphie. À l'instar des Demoiselles d'Avignon de Picasso, qui s'en inspira en partie, la toile est considérée comme un des piliers du modernisme en peinture.   

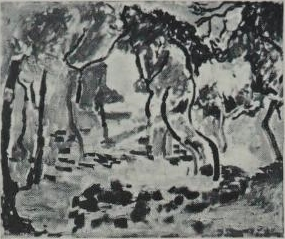
Paysage à Collioure (étude pour La Joie de Vivre)

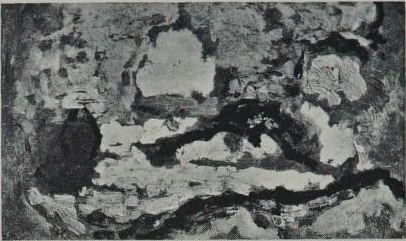
Esquisse pour la joie de vivre, Fondation Barnes

Une étude préparatoire est conservée au Statens Museum for Kunst, une autre à la Fondation Barnes.

## Technique
En 2015, une étude menée à l'European Synchrotron Radiation Facility de Grenoble révèle au monde de l'art que le sulfure de cadmium connu aussi comme étant le pigment jaune de cadmium utilisé par Matisse dans son tableau La joie de vivre, est sujet à un processus d'oxydation lors d'une exposition à la lumière, se transformant alors en sulfate de cadmium très soluble dans l'eau et surtout incolore.